# リビア人民軍
リビア人民軍（リビアじんみんぐん、アラビア語: الجيش الشعبي الليبي 、al-jaysh ash-shaˀabī al-lībī、Libyan People's ArmyまたはNational Liberation Army）は、リビアの武装勢力。2011年リビア内戦によって政府軍から離反したリビア軍関係者や、民衆蜂起を政府軍や傭兵、治安部隊など武力で鎮圧するムアンマル・アル＝カッザーフィー（カダフィ大佐）に反発した人々などから組織され、リビア国民評議会が率いていた。東部リビアを掌握する反カダフィ勢力を構成しており、西部リビアでカダフィ政権の傭兵と死闘を繰り広げていた。リビア人民軍はラス・ラーヌーフの戦いに勝利したことを主張している。ザーウィヤをめぐり政府軍と激しい攻防を展開していた。
2011年8月23日に首都トリポリを制圧し、10月20日にカダフィ大佐が死亡したことから役割を終えた。
ベンガジには、AK-47やFN FALライフル、RPG、SPG、対空砲、いくつかの戦車など、放棄されたリビア軍の基地から捕獲されたかなりの数の武器を装備した8,000人の兵士がいたという主張があった。
国民評議会が発表した声明によると、この部隊は以前は自由リビア軍と呼ばれていたが、2011年5月末に、「カダフィ政権を克服するためのますます専門的で統制のとれた軍事的努力をより明確に定義するのに役立つ」ように変更された。カダフィ政権に対する反乱を象徴するようになった1951年のリビアの国旗を使用している。
リビア人民軍は、2011年10月20日、シルテでの激しい戦闘中に最後の親カダフィの残党を打ち負かすことに成功し、カダフィ自身を捕らえた。 リビア臨時政府の「解放宣言」後の組織の現状は不明である。

## 援助
2011年6月29日、フランスは、上空からパラシュートを使い、反体制派に対して武器供与を行なっていることを認めた。フランス報道官は、「市民が自らを守るためだ」と正当化した。

## 兵器
リビア人民軍は放棄されたリビア軍倉庫から相当量の武器を鹵獲した。それらには、AK-47を含むライフル、対空砲と若干の戦車が含まれる。後に空軍基地での戦闘で戦闘機等も拿捕された。